# Seznam románských rotund v Kraji Vysočina
Seznam románských rotund v Kraji Vysočina obsahuje dochované, přestavěné i zaniklé rotundy postavené v období románské kultury. Je řazen podle okresů a obcí.

## Seznam
| Rotunda                      | Obrázek | Kategorie Commons                                                              | Okres            | Obec                | Poznámka                                                                          | Souřadnice                      |
| ---------------------------- | ------- | ------------------------------------------------------------------------------ | ---------------- | ------------------- | --------------------------------------------------------------------------------- | ------------------------------- |
| Rotunda neznámého zasvěcení  |         | Kategorie „Dvorec Podolí“ na Wikimedia Commons                                 | Třebíč           | Jemnice             | zachována válcová věž u kostela svatého Jakuba, původně součást podolského dvorce | 49°1′24″ s. š., 15°33′59″ v. d. |
| Rotunda svatého Václava      |         | Kategorie „Chapel of Saint Wenceslaus (Štěpkov)“ na Wikimedia Commons          | Třebíč           | Štěpkov             |                                                                                   | 49°5′7″ s. š., 15°38′54″ v. d.  |
| Rotunda svatého Michaela     |         | Kategorie „Chapel of Saint Michael (Moravské Budějovice)“ na Wikimedia Commons | Třebíč           | Moravské Budějovice | karner                                                                            | 49°3′4″ s. š., 15°48′32″ v. d.  |
| Rotunda svaté Maří Magdaleny |         | Kategorie „Church of Saint Mary Magdalene (Šebkovice)“ na Wikimedia Commons    | Třebíč           | Šebkovice           | součást kostela svaté Maří Magdaleny                                              | 49°7′27″ s. š., 15°48′48″ v. d. |
| Rotunda svaté Barbory        |         | Kategorie „Church of Saint Barbara (Častohostice)“ na Wikimedia Commons        | Třebíč           | Častohostice        | součást kostela svaté Barbory                                                     | 49°1′5″ s. š., 15°49′14″ v. d.  |
| Rotunda svatého Jiří         |         |                                                                                | Žďár nad Sázavou | Tasov               | zanikla; přestavěna na faru                                                       | 49°17′19″ s. š., 16°5′38″ v. d. |